# Pseodobiotus
Pseodobiotus är ett släkte av trögkrypare. Pseodobiotus ingår i familjen Hypsibiidae.
Släktet innehåller bara arten Pseodobiotus augusti.